# Leonard Nimoy
Leonard Nimoy, né le 26 mars 1931 à Boston et mort le 27 février 2015 à Los Angeles est un acteur, réalisateur, scénariste, photographe, producteur et chanteur américain.
Nimoy est principalement connu pour avoir incarné le personnage du Vulcain M. Spock dans la franchise Star Trek, pendant plus de quarante ans. Il interprète le personnage pour la première fois dans un pilote annulé puis le retrouve dans les séries Star Trek (1966-1969), Star Trek: The Animated Series (1973-1974), les six premiers films Star Trek, plusieurs jeux vidéo, ainsi que pour des apparitions spéciales dans la série Star Trek: The Next Generation (1987-1994) et les deux films Star Trek de J. J. Abrams (Star Trek en 2009 et Star Trek Into Darkness en 2013).
Son affiliation à la franchise Star Trek ne se fait pas uniquement en tant que comédien, étant aussi le réalisateur des films Star Trek 3 : À la recherche de Spock (1984) et Star Trek 4 : Retour sur Terre (1986), ainsi que l'un des scénaristes de ce dernier et du film Star Trek 6 : Terre inconnue (1991).
Il a également incarné le personnage de Paris de la série d'espionnage Mission impossible (1966-1973, saisons 4 et 5) et celui de William Bell dans la série de science-fiction Fringe (2008-2013).
Également chanteur, Leonard Nimoy a sorti cinq albums entre 1967 et 1970.

## Biographie

### Jeunesse et formation
Leonard Nimoy est issu d'une famille de juifs orthodoxes, de culture yiddish, originaires de Iziaslav en Ukraine. Son père, Max, est barbier et sa mère, Dora, née Spinner, est femme au foyer. Si l'anglais est la langue maternelle du petit Leonard, ce dernier parle aussi le yiddish, notamment avec ses grands-parents.
Poussé par son grand-père, il commence sa carrière de comédien dès l'âge de 8 ans. Il étudie le théâtre à l’université de Boston mais abandonne en cours de route. À l'université, il travaille à temps partiel au National Yiddish Book Center (en).

### Carrière

#### Des débuts timides (1951-1966)
Après des débuts au théâtre et dans des cours d'art dramatique, Leonard Nimoy obtient de petits rôles au cinéma et à la télévision.
En 1953, il s'engage dans l'United States Army Reserve à Fort McPherson (en) en Géorgie, au sein de laquelle il préside des spectacles pour la branche Special Services de l'armée. Il est libéré en novembre 1955.
Il joue dans plusieurs séries B comme Zombies of the Stratosphere (en) (1952) et Them! (1954), ainsi que dans plusieurs séries, la majorité du temps dans des petits rôles, dont La Quatrième Dimension (1959-1964), Bonanza (1959-1973), Perry Mason (1957-1968) ou encore Au-delà du réel (1963-1965),.

#### Star Trek: le commencement d'un long voyage (1966-1969)
Le 8 septembre 1966 marque un tournant dans la carrière de Leonard Nimoy : il entame alors sa participation à la série de science-fiction Star Trek, diffusée sur le réseau NBC, avec le personnage du Vulcain nommé M. Spock.

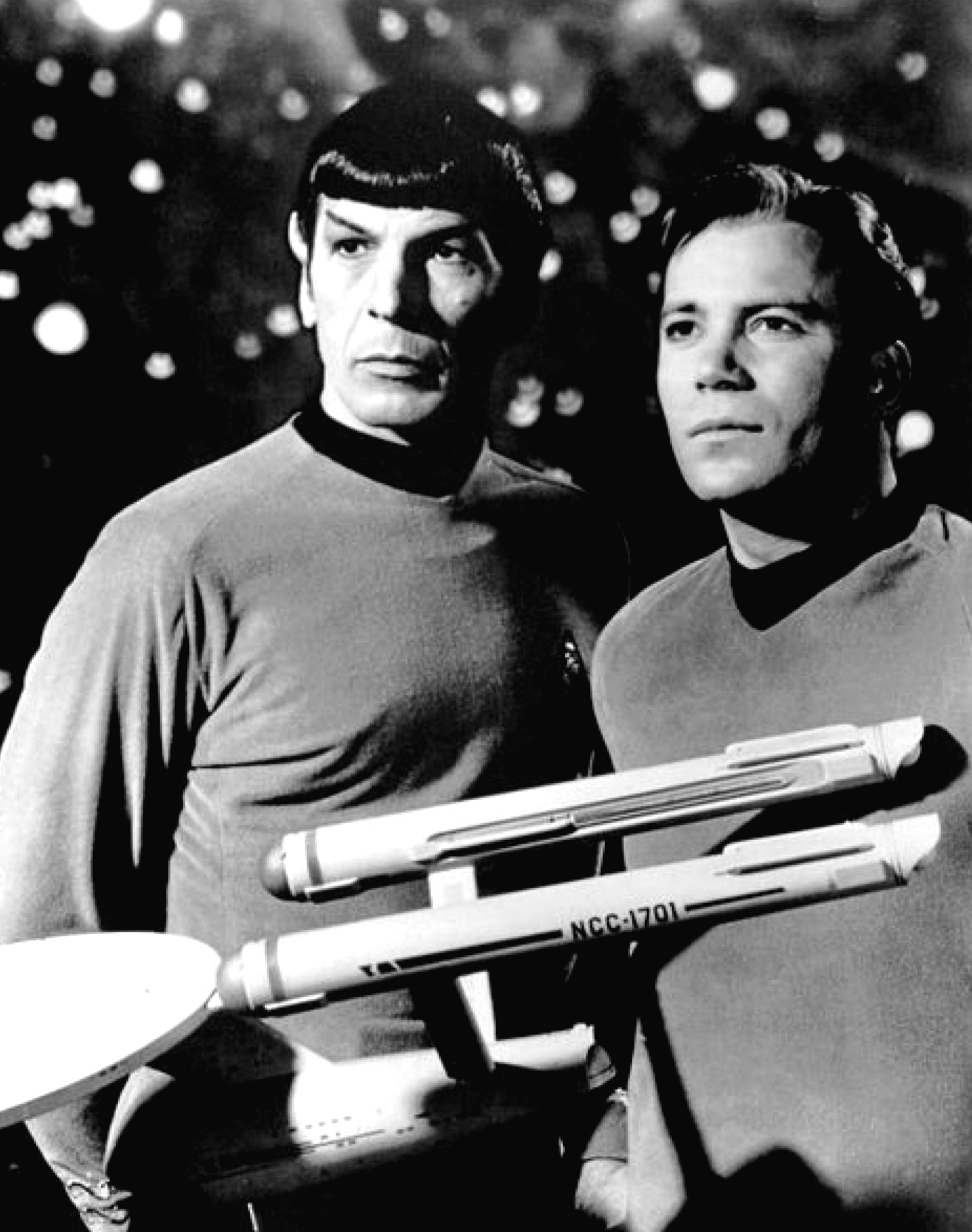
Photographie promotionnelle de Leonard Nimoy et William Shatner pour la série Star Trek en 1968.

Nimoy incarne le personnage durant trois saisons, jusqu'en 1969, au moment de l'annulation de la série. Après une quinzaine d'années de petits rôles, sa participation dans cette série lui permet d'obtenir une certaine sécurité ; il explique : « Pour la première fois, j'avais un travail qui durait plus de deux semaines et une loge avec mon nom peint sur la porte et non écrit à la craie »,.
Son histoire avec la franchise Star Trek débute en fait bien avant la diffusion de la série, puisqu'il joue Spock dans le pilote annulé de la série, intitulé The Cage qui est diffusé au début de 1965. À la réalisation du pilote, Roddenberry hésita entre Nimoy et Martin Landau : le premier fut choisi, le second ayant refusé le rôle.
Reconnaissable grâce à sa coupe au bol et ses oreilles pointues, son personnage a instantanément été apprécié du public. Cet engouement est parfois nommé « Spokmania ».
L'acteur parle de cette soudaine ferveur : « Dans les deux semaines après l'épisode Amok Time, les courriers de mes fans sont passés de quelques centaines de lettres à dix mille lettres par semaine »,.
Nimoy dit avoir basé le salut vulcain de M. Spock sur la lettre Shin, la première lettre du Nom divin Shaddaï, l'un des noms hébreu de Dieu.

#### Diversification etStar Trekau cinéma (1969-2009)

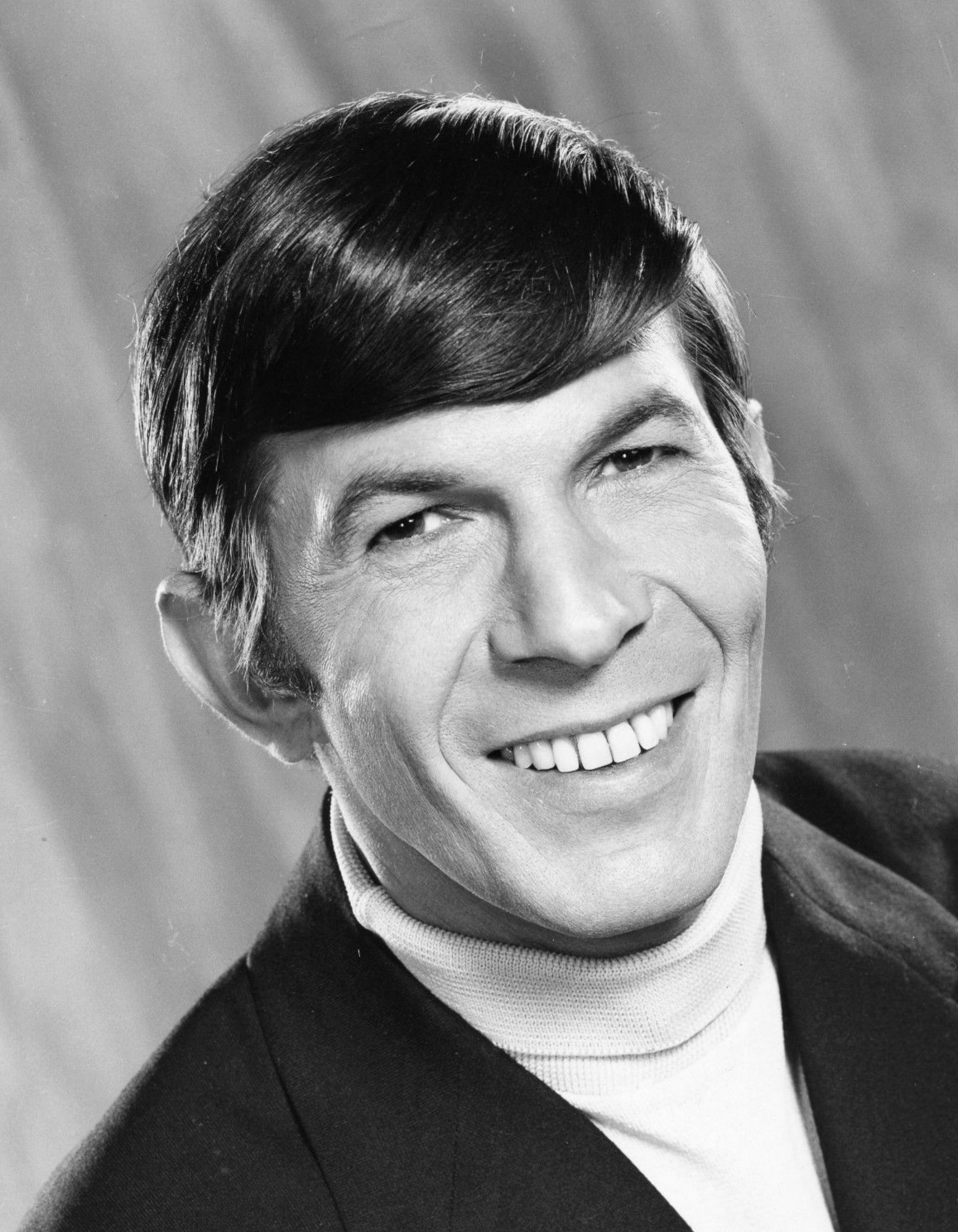
Photographie publicitaire de Leonard Nimoy pour la série Mission impossible.

Peu après l'arrêt de la série Star Trek, Leonard Nimoy joue dans les saisons 4 et 5 de la série Mission impossible, de 1969 à 1971 dans le rôle de Paris, lequel succède à Rollin Hand de l'équipe de Jim Phelps, rôle tenu par Martin Landau.
En 1973, il fait face à Peter Falk dans le sixième épisode de la deuxième saison de la série Columbo (1968-2003). La même année et jusqu'en 1974, il retrouve le personnage de M. Spock sous une autre forme, en prêtant sa voix à ce dernier dans la série d'animation Star Trek: The Animated Series.
Après ces séries, il retourne au théâtre, présente des émissions de télévision et écrit des livres de poésie.

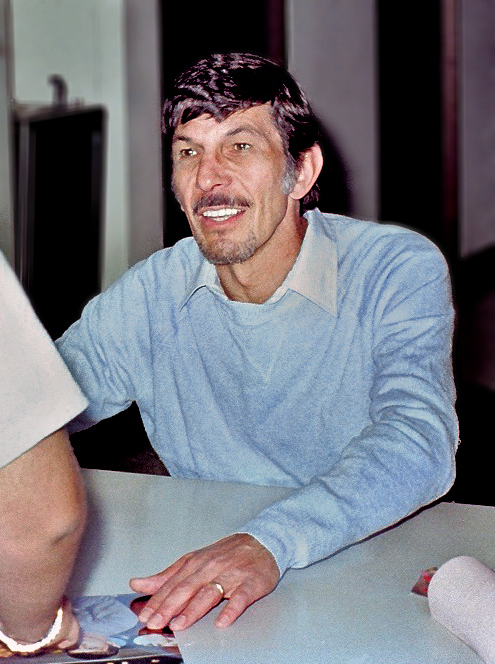
Leonard Nimoy lors d'une convention Star Trek en 1980.

Nimoy reste proche de la franchise Star Trek, puisqu'il joue dans les six premiers films issus de la série, sortis entre 1979 et 1991, réalise les troisième et les quatrième volets, tout en faisant partie des scénaristes de ce dernier, et du sixième volet. Il reprend également son rôle dans la série  Star Trek : La Nouvelle Génération (1987-1994), plus exactement dans les deux parties de l'épisode « Unification », diffusées en novembre 1991. Il prête également sa voix à Spock dans les jeux Star Trek: 25th Anniversary (1992) et Star Trek: Judgment Rites (1993).
De 1977 à 1982, il présente l'émission In Search of (en). En 1982, il reçoit une nomination à l'Emmy Award du meilleur acteur dans un second rôle pour sa performance dans le téléfilm Une femme nommée Golda (1982).
Il réalise le film Trois Hommes et un bébé en 1987.
Il prête sa voix à Mégatron dans le film d'animation La Guerre des robots (1987) et au Dr Jekyll / M. Hyde dans le film Richard au pays des livres magiques (1994). Il joue son propre rôle dans deux séries d'animation de Matt Groening : d'abord dans Les Simpson (1989) pour les épisodes « Le Monorail » (1993) et « Aux frontières du réel » (1997) puis dans Futurama (1999-2013) pour les épisodes « Spaciopilote 3000 » (1999) et « Là où aucun fan n'est allé » (2002),. Dans cet épisode hommage à Star Trek, apparaissent également les comédiens Walter Koenig, George Takei, Nichelle Nichols et Jonathan Frakes dans leurs propres rôles.
En 1991, il incarne un survivant du camp d'Auschwitz, Mel Mermelstein (en), dans le téléfilm Never Forget (en).
En 2001, il prête sa voix au roi Kashekim Nedakhle dans film d'animation « Jules Vernien » intitulé Atlantide, l'empire perdu des studios Disney, le 71e long-métrage d’animation et le 41e « classique d’animation » des studios Disney.
En 2005, il est le narrateur du jeu Civilization IV.

#### Derniers rôles:Fringeet retour dansStar Trek(2009-2013)

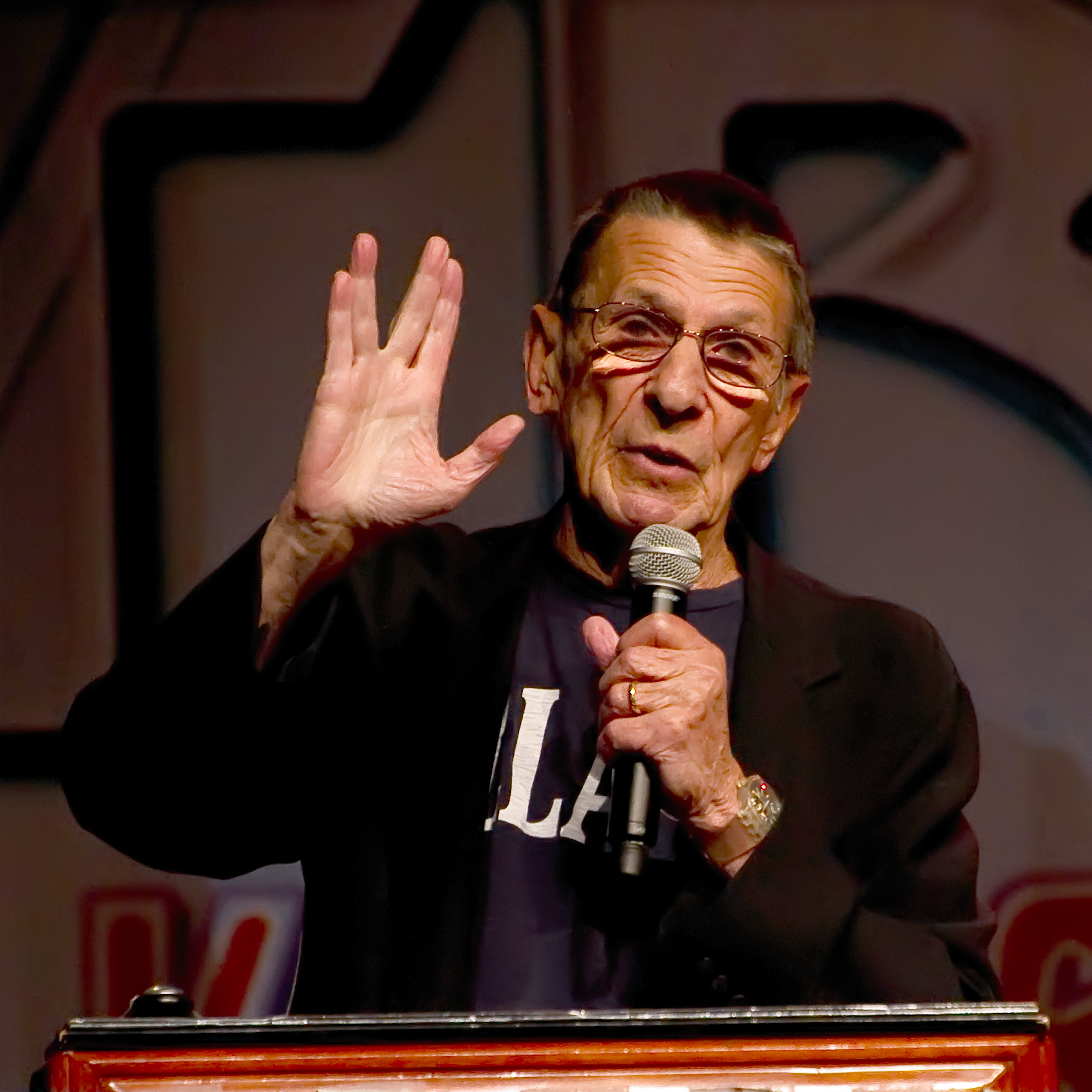
Leonard Nimoy en 2011, faisant son célèbre salut vulcain.

En 2009, la sortie tant attendue du nouvel opus Star Trek du réalisateur J. J. Abrams marque le retour de Leonard Nimoy dans son rôle original de Spock, mais cette fois venant du futur. Il donne alors la réplique à l'acteur Chris Pine, alias Kirk, tandis que Zachary Quinto interprète le rôle de Spock dans le présent.
La même année, il interprète le Dr William Bell dans le dernier épisode de la première saison de la série de science-fiction Fringe (2008-2013), son personnage étant annoncé comme régulier pour la seconde saison.

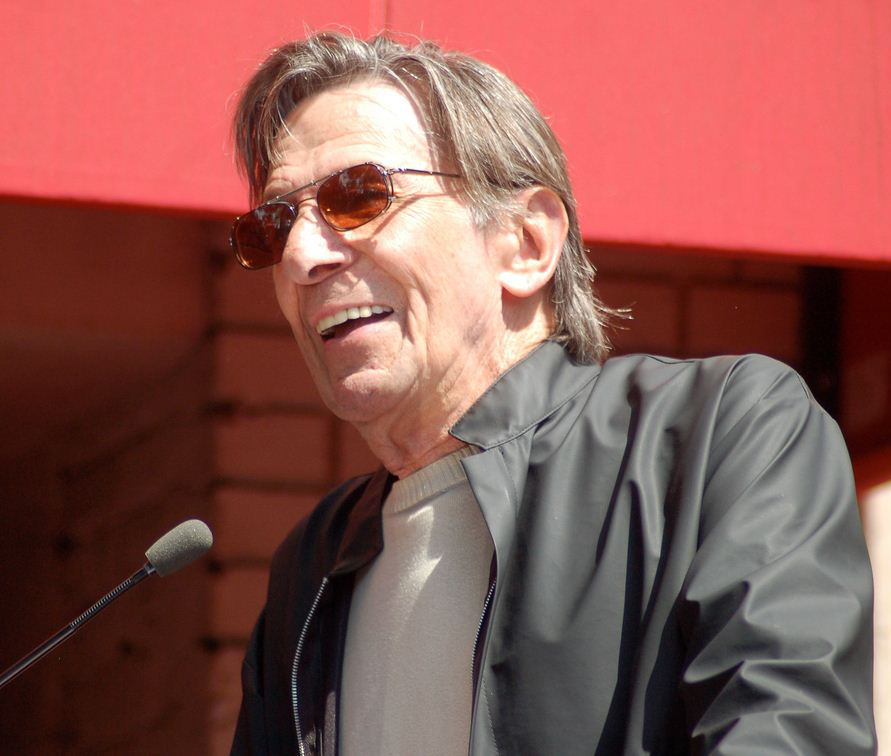
Leonard Nimoy en 2012.

En 2010, il est le narrateur du jeu Star Trek Online. En avril de la même année, il annonce au Toronto Sun qu'il prendra sa retraite dès la fin de la deuxième saison de Fringe.
En 2011, il prête sa voix au personnage de Sentinel Prime dans Transformers 3 : La Face cachée de la Lune. Il apparaît également dans une version alternative du clip vidéo de The Lazy Song du chanteur Bruno Mars, avec certaines séquences faisant référence à Star Trek.
En 2012, il quitte à nouveau sa retraite pour apparaître dans les deux derniers épisodes de la saison 4 de Fringe, toujours dans le rôle du scientifique William Bell. La même année, il prête sa voix à une figurine Spock dans le vingtième épisode de la cinquième saison de la série The Big Bang Theory (2007-2019).
En 2013, il fait une apparition dans le douzième film de la franchise Star Trek, Star Trek Into Darkness, dans le rôle de « Spock Prime » afin que le Spock du présent obtienne des informations sur le super-méchant Khan Noonien Singh, alias John Harrisson.

### Autres activités
Leonard Nimoy a également été un chanteur, poète, écrivain et photographe.
En 1975, il sort son autobiographie, I Am Not Spock. Il explique ce titre comme étant la cause d'une crise d'identité, ne sachant pas s'il devait « embrasser » le personnage de Spock ou « combattre » l'intérêt du public pour celui-ci. Finalement, vingt ans plus tard, il sort en 1995 une seconde autobiographie, I Am Spock (en).
En 2002, il publie le livre de photographies Shekhina (en), ayant pour thème le côté féminin de la divinité juive.

### Mort
Le 30 janvier 2014, à la suite de photos de paparazzi le montrant en fauteuil roulant et sous assistance respiratoire, Leonard Nimoy publie le message suivant sur le réseau Twitter : « I quit smoking 30 yrs ago. Not soon enough. I have COPD. Grandpa says, quit now!! LLAP (« J'ai arrêté de fumer il y a trente ans. Pas assez tôt. J'ai la BPCO. Papy dit : arrêtez maintenant ! LVEP ») ».
Il meurt le 27 février 2015 à Los Angeles, après avoir été hospitalisé à la suite de complications d'une maladie pulmonaire chronique (BPCO), développée selon lui du fait de son tabagisme passé,.
Son dernier message sur Twitter est : « A Life is like a garden, perfect moments can be had, but not preserved, except in memory. LLAP (« Une vie est comme un jardin, on peut avoir des moments parfaits mais pas les conserver, sauf en mémoire. LVEP ») ».

#### Hommages

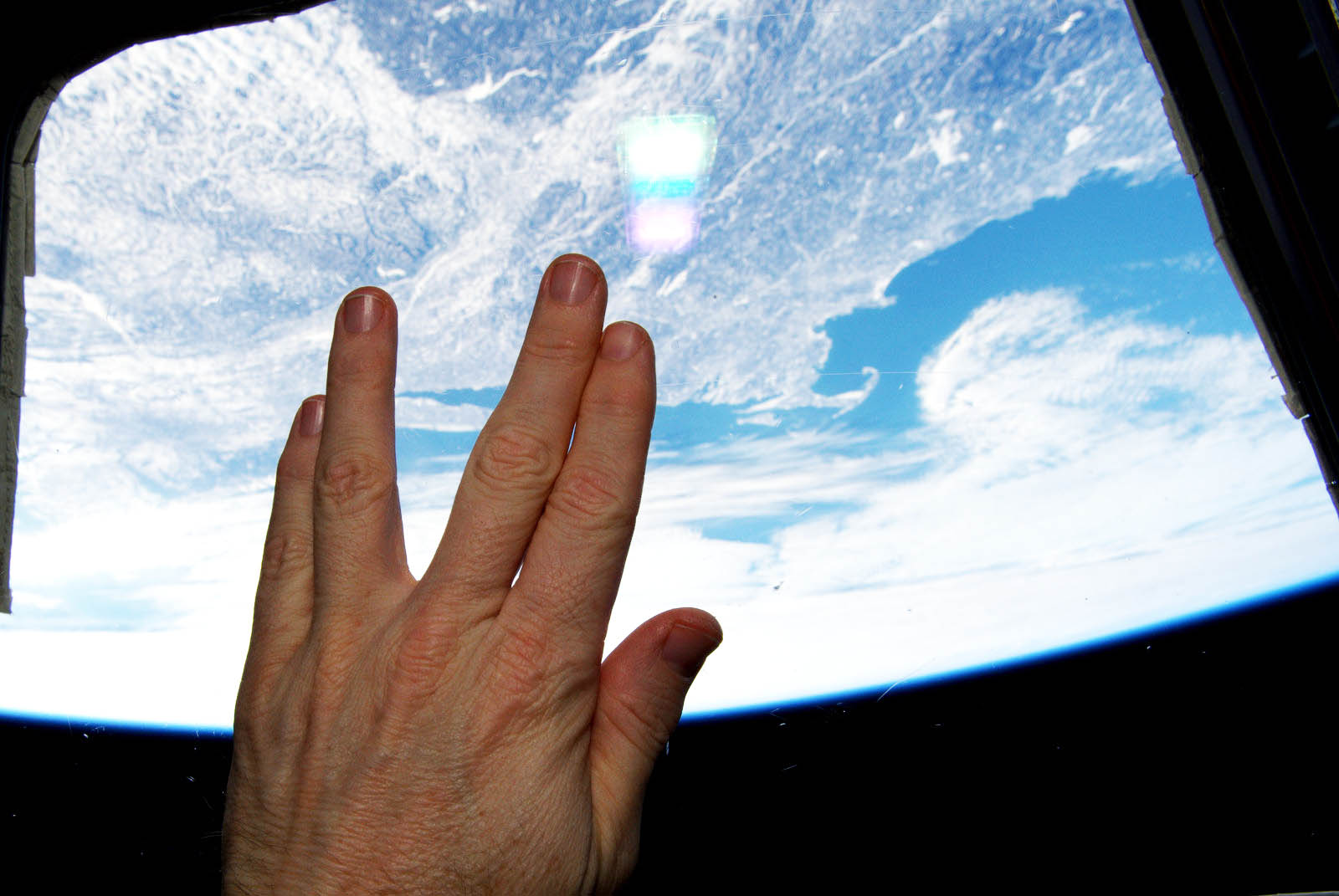
L'astronaute Terry Virts rend hommage à Leonard Nimoy en reproduisant son salut vulcain lors de l'Expédition 42 dans la station spatiale internationale.

À l’annonce de la mort de Leonard Nimoy, de nombreuses personnalités à travers le monde, notamment le réalisateur J. J. Abrams, les acteurs William Shatner et George Takei, et le président des États-Unis Barack Obama rendent hommage à celui qui aura été et restera l'éternel Spock de la série originale Star Trek.
Par ailleurs, deux séries dans lesquelles Leonard Nimoy avait joué lui rendent hommage : dans la série d'animation Les Simpson, l'épisode 15 de la saison 26 (« The Princess Guide ») est dédié à sa mémoire, tandis que dans la série télévisée The Big Bang Theory (saison 8, épisode 17), le producteur exécutif Chuck Lorre lui rend hommage dans son traditionnel billet d'humeur (ou « Vanity Card ») post-générique, avec une photographie de l'acteur accompagnée de la phrase : « L'impact que vous avez eu sur notre série et sur nos vies est intemporel, et perdurera à travers le temps ».
Les joueurs du jeu vidéo Star Trek Online lui ont « érigé » deux statues mémoriales sur les planètes du jeu, Vulcain et New Romulus.
Durant l'Expédition 42 de la station spatiale internationale, les astronautes Terry Virts et Samantha Cristoforetti se prennent en photo en faisant le fameux salut vulcain de Nimoy/M. Spock.
Le fils de Leonard Nimoy, Adam, lui consacre en 2016 le documentaire For the Love of Spock (en), tandis que sa fille Julie et son gendre David Knight réalisent en 2015 le documentaire Remembering Leonard Nimoy (en), dans lequel l'acteur raconte notamment son combat contre la BPCO.

## Filmographie sélective

### Cinéma

#### Films
- 1951 : Queen for a Day d'Arthur Lubin - segment High Driver : Chef
- 1951 : Rhubarb, le chat millionnaire (Rhubarb) d'Arthur Lubin : le jeune jouant à la balle (non crédité)
- 1952 : Kid Monk Baroni de Harold D. Schuster : Paul "Monk" Baroni
- 1952 : Zombies of the Stratosphere de Fred C. Brannon : Narab
- 1952 : Francis Goes to West Point d'Arthur Lubin : le joueur de football n° 52 (non crédité)
- 1953 : Old Overland Trail de William Witney : Chef Black Hawk
- 1954 : Des monstres attaquent la ville (Them!) de Gordon Douglas : un sergent de l'Air Force (non crédité)
- 1963 : The Balcony de Joseph Strick : Roger
- 1964 : Sept jours en mai (Seven Days in May) de John Frankenheimer (non crédité au générique)
- 1966 : Deathwatch de Vic Morrow : Jules LaFranc
- 1971 : Catlow (Catlow) de Sam Wanamaker : Miller
- 1978 : L'Invasion des profanateurs (Invasion of the Body Snatchers) de Philip Kaufman : Dr David Kibner
- 1979 : Star Trek, le film (Star Trek: The Motion Picture) de Robert Wise : Commandant Spock
- 1982 : Star Trek 2 : La Colère de Khan (Star Trek II: The Wrath of Khan) de Nicholas Meyer : Capitaine Spock
- 1984 : Star Trek 3 : À la recherche de Spock (Star Trek III: The Search for Spock) de Leonard Nimoy : Capitaine Spock
- 1986 : La Guerre des robots (The Transformers: The Movie) de Shin Nelson : Galvatron (voix)
- 1986 : Star Trek 4 : Retour sur Terre (Star Trek IV: The Voyage Home) de Leonard Nimoy : Capitaine Spock
- 1989 : Star Trek 5 : L'Ultime Frontière (Star Trek V: The Final Frontier) de William Shatner : Capitaine Spock
- 1991 : Star Trek 6 : Terre inconnue (Star Trek VI : The Undiscovered Country) de Nicholas Meyer : Capitaine Spock
- 1993 : The Halloween Tree de Mario Piluso : Mr. Moundshroud (voix)
- 1994 : Richard au pays des livres magiques (The Pagemaster) de Pixote Hunt et Joe Johnston : Docteur Jekyll / M. Hyde (voix)
- 2009 : Star Trek de J. J. Abrams : Spock, âgé
- 2009 : Le Monde (presque) perdu (Land of the Lost) de Brad Silberling : The Zarn (voix)
- 2011 : Transformers 3 : La Face cachée de la Lune de Michael Bay : Sentinel Prime (voix)
- 2013 : Star Trek Into Darkness de J. J. Abrams : M. Spock (caméo)

#### Films d'animation
- 2000 : Sinbad: Beyond the Veil of Mists d'Evan Ricks : Akron / Baraka / King Chandra
- 2001 : Atlantide, l'empire perdu (Atlantis, the Lost Empire) de Gary Trousdale et Kirk Wise : le roi Kashekim Nedakh
- 2012 : Drôles d'oiseaux : Sekhuru

### Télévision

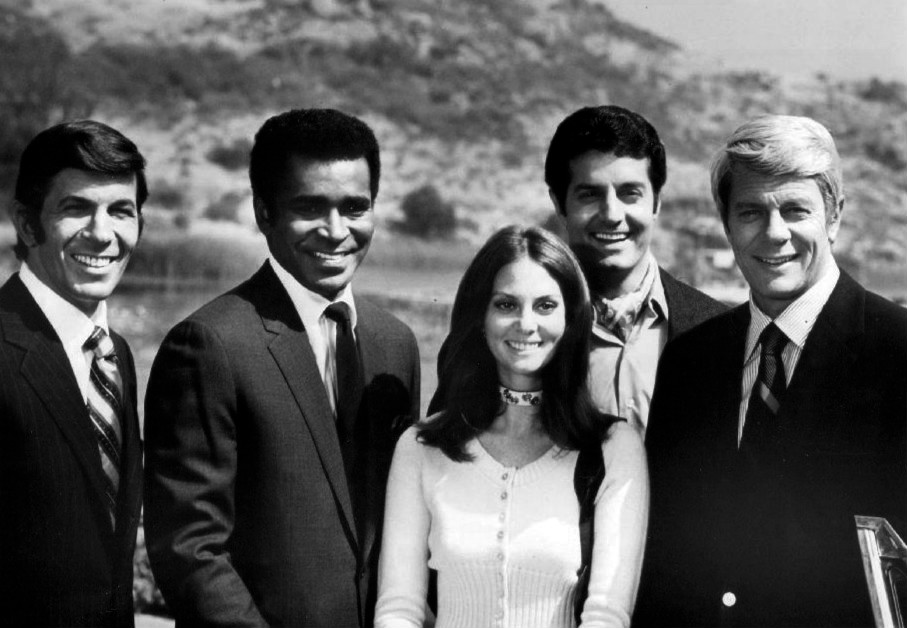
Leonard Nimoy (à gauche) sur une photographie promotionnelle de la série télévisée Mission: impossible (5e saison, 1970).

#### Téléfilms
- 1971 : Alerte sur le Wayne (Assault on the Wayne) de Marvin J. Chomsky : Commander Phil Kettenring
- 1973 : Baffled! de Philip Leacock : Tom Kovack
- 1973 : Un camion en or massif (The Alpha Caper) de Robert Michael Lewis : Mitch
- 1974 : Rex Harrison Presents Stories of Love de John Badham et Arnold Laven : Mike
- 1975 : The Missing Are Deadly de Don McDougall : Dr Durov
- 1980 : Seizure: The Story of Kathy Morris de Gerald I. Isenberg : Dr Richard Connought
- 1981 : Vincent de Leonard Nimoy : Théo van Gogh
- 1984 : Le soleil se lève aussi (The Sun Also Rises) de James Goldstone : Comte Mippipopolous
- 1991 : Never Forget de Joseph Sargent : Mel Mermelstein
- 1995 : Bonanza: Under Attack de Mark Tinker : Frank James
- 1997 : La Bible : David de Robert Markowitz : Samuel
- 1998 : The Lost World de Jack Fletcher : Angus McArdle
- 1998 : Le Meilleur des mondes (Brave New World) de Leslie Libman et Larry Williams : Mustapha Mond

#### Séries télévisées
- 1954 : Badge 714 (Dragnet) - Saison 3, épisode 21 : Julius Carver
- 1956 : Madame Germaine (Navy Log) - Saison 1, épisode 35 : Steve Henderson
- 1956 : The Man Called X - Saison 2, épisode 9
- 1956-1957 : West Point - Saison 1, épisodes 7 et 28 : Tom Kennedy
- 1957 : Broken Arrow - Saison 2, épisode 2 : Nahilzay
- 1957 et 1958 : Highway Patrol (en) : Harry Wells (saison 3, épisode 8) et Ray (saison 3, épisode 8)
- 1958 : Harbor Command - Saison 1, épisode 18
- 1958 : Remous (Sea Hunt) - Saison 1, épisodes 30, 33 : Vince / Tyler
- 1959 : Mackenzie's Raiders - Saison 1, épisode 13
- 1959 : Steve Canyon - Saison 1, épisode 17 : le sergent de la tour de contrôle
- 1959 : 26 Men - Saison 2, épisodes 15, 19 et 21 : Toke Shaw / Birke Larson
- 1959 : Coup de filet (Dragnet) - Saison 8, épisode 27 : Karlo Rozwadowski
- 1959 : The Rough Riders - Saison 1, épisode 30 : Jeff Baker
- 1959 : Colt .45 - Saison 2, épisode 13 : Luke Reid
- 1959 : Tombstone Territory - Saison 3, épisode 6 : Little Hawk
- 1959 et 1960: M Squad : Ben Blacker (saison 2, épisode 29) et Robert Nash (saison 3, épisode 35)
- 1959 : Remous (Sea Hunt) - Saison 2, épisodes 1, 15, 26 : Johnny Bronson / Jerry Wiley / le voleur d'essence
- 1960 : Lock Up - Saison 1, épisode 20 : Nino
- 1960 : Remous (Sea Hunt) - Saison 3, épisodes 28 et 30 : acteur
- 1960 : Tate - Saison 1, épisode 8 : le Comanche
- 1960 : Outlaws (en) - Saison 1, épisode 5 : Logan
- 1960 : Bonanza - Saison 2, épisode 14 : Freddy
- 1959-1960 : La Grande Caravane (Wagon Train) - Saison 3, épisodes 4 et 26 : Bernabe Zamora / Cherokee Ned
- 1960-1961 : The Tall Man - Saison 1, épisodes 6 et 18 : le Député Johnny Swift
- 1961 : La Grande Caravane (Wagon Train) - Saison 4, épisode26 : Joaquin Delgado
- 1961 : Tales of Wells Fargo - Saison 5, épisode 29 : Coleman
- 1961 : Rawhide - Saison 3, épisode 27 : Anko
- 1961 : L'Ouest aux deux visages (Two Faces West) - Saison 1, épisode 32
- 1961 : 87th Precinct - Saison 11, épisode 11 : Barrow
- 1961 : La Quatrième Dimension (The Twilight Zone) - Saison 3, épisode 15 : La Grandeur du pardon : Hansen
- 1961 :  Police des plaines (Gunsmoke) - Saison 7, épisode 14 : Elias Grice
- 1962 : Cain's Hundred - Saison 1, épisode 19 : Ralph Tomek
- 1962 : Laramie - Saison 3, épisode 21 : Rix Catlin
- 1962 : Les Incorruptibles (The Untouchables) - Saison 3, épisode 17 : Packy
- 1962 : Sam Benedict - Saison 1, épisode 6 : Joe Shatley
- 1962-1963 :  Police des plaines (Gunsmoke) - Saison 8, épisodes 1 et 28 : Arnie / Holt
- 1963 : Perry Mason - Saison 6, épisode 13 : Pete Chennery
- 1963 : Le Jeune Docteur Kildare (Doctor Kildare) - Saison 2, épisode 31 : Harry
- 1963 : Le Virginien (The Virginian) - Saison 2, épisode 14 : Wismer
- 1963 : Combat ! (Combat!) - Saison 2, épisode 6 : Neumann
- 1964 : Au-delà du réel (The Outer Limits) - Saison 1, épisode 30 : Konig
- 1964 : Au-delà du réel (The Outer Limits) - Saison 2, épisode 9 : Judson Ellis
- 1964 : Des agents très spéciaux (The Man from U.N.C.L.E.) - Saison 1, épisode 9 : Vladeck
- 1964-1965 : Haute Tension (Kraft Suspense Theatre) - Saison 2, épisodes 1 et 23 : Mr. Brody / Cowell
- 1965 : Les Aventuriers du Far West (Death Valley Days) - Saison 13, épisode 24 : Yellow Bear
- 1965 : Le Virginien (The Virginian) - Saison 3, épisode 23 : Benjamin Frome
- 1965 : Le Virginien (The Virginian) - Saison 4, épisode 9 : Keith Bentley
- 1965 : Combat ! (Combat!) - Saison 4, épisode 16 : Baum
- 1966 : Daniel Boone - Saison 2, épisode 17 : Oontah
- 1966 : Max la Menace (Get Smart) - Saison 1, épisode 18 : Stryker
- 1966 : Police des plaines (Gunsmoke) - Saison 11, épisode 29 : John Walking Fox
- 1966-1969 : Star Trek (Star Trek: The Original Series) - Saisons 1, 2 et 3 : Spock
- 1965 : Luke and the Tenderfoot (TV) de Herman Hoffman et Montgomery Pittman
- 1969-1971 : Mission: impossible (Mission: Impossible) - Saisons 4 et 5 : Paris
- 1972 : Night Gallery - Saison 3, épisode 10 : Henry Auden
- 1973 : Columbo : Le Spécialiste (A Stitch in Crime) : Dr Barry Mayfield
- 1982 : Une femme nommée Golda (A Woman Called Golda) d'Alan Gibson : Morris Meyerson
- 1982 : Marco Polo de Giuliano Montaldo : Achmet
- 1983 : Hooker (T.J. Hooker) - Saison 2, épisode 16 : Paul McGuire
- 1986 : Faerie Tale Theatre - Saison 5, épisode 1 : le magicien marocain
- 1987 : La vallée du mystère (Valley of Mystery) (TV) de Joseph Lejtes : Spence Atherton
- 1991 : Star Trek : La Nouvelle Génération (Star Trek: The Next Generation) - épisodes 7 et 8 : Spock
- 1995 : Au-delà du réel - l'aventure continue (The Outer Limits) - Saison 1, épisode 19 (Je pense, donc...) : Thurman Cutler
- 1998 : Invasion America (série TV) : Général Konrad
- 2001 : Becker - Saison 3, épisode 21 : Professeur Emmett Fowler
- 2009-2012 : Fringe : Dr William Bell
- 2012 : The Big Bang Theory : M. Spock (caméo - voix uniquement) - Saison 5, épisode 20

#### Séries télévisées d’animation
- 1973-1974 : Star Trek : La série animée (Star Trek: The Animated Series) : Spock
- 1993 et 1997 : Les Simpson (épisode « Le Monorail » et « Aux frontières du réel ») : lui-même
- 1999 et 2002 : Futurama (saison 1 épisode 1 - « Spaciopilote 3000 » et saison 4 épisode 12 - « Là où aucun fan n'est jamais allé ») : lui-même

### Réalisateur

#### Films
- 1984 : Star Trek 3 : À la recherche de Spock (Star Trek III: The Search for Spock)
- 1986 : Star Trek 4 : Retour sur Terre (Star Trek IV: The Voyage Home)
- 1987 : Trois Hommes et un bébé (3 Men and a Baby)
- 1988 : Le Prix de la passion (The Good Mother)
- 1989 : Body Wars (court-métrage pour le parc d'attractions Epcot)
- 1990 : Drôle d'amour (Funny About Love)[28]
- 1994 : Sacré mariage ! (Holy Matrimony)

#### Télévision
- 1973 : Night Gallery (saison 3, épisode 12)
- 1981 : Vincent (téléfilm)
- 1982 : Matthew Star (The Powers of Matthew Star) (épisode The Triangle)
- 1983 : Hooker (T.J. Hooker) (saison 2, épisode 14)
- 1995 : Deadly Games (saison 1, épisode 1)

### Scénariste
- 1979 : Star Trek, le film (Star Trek: The Motion Picture) de Robert Wise (auteur additionnel / non crédité au générique)
- 1984 : Star Trek 3 : À la recherche de Spock (Star Trek III: The Search for Spock) de Leonard Nimoy (auteur additionnel / non crédité au générique)
- 1981 : Vincent (TV) de Leonard Nimoy
- 1986 : Star Trek 4 : Retour sur Terre (Star Trek IV: The Voyage Home) de Leonard Nimoy (histoire)
- 1991 : Star Trek 6 : Terre inconnue (Star Trek VI : The Undiscovered Country) de Nicholas Meyer (histoire)

## Ludographie
- 1992 : Star Trek: 25th Anniversary : Spock[12]
- 1993 : Star Trek: Judgment Rites : Spock[12]
- 2000 : Seaman de Sega : le narrateur[12]
- 2005 : Civilization IV : le narrateur[12]
- 2010 : Star Trek Online : Spock[12]
- 2010 : Kingdom Hearts: Birth by Sleep de Square Enix : Maître Xehanort[12] (version anglophone)
- 2012 : Kingdom Hearts 3D: Dream Drop Distance de Square Enix : Maître Xehanort[12] (version anglophone)

## Discographie
À la fin des années 1960, Leonard Nimoy connaît une brève carrière de chanteur en sortant cinq albums sur le label Dot Records. Il apparaît en tant que Spock sur les deux premiers, tandis que les trois derniers sont composés de chansons pop, folk et country.
- 1967 : Leonard Nimoy Presents Mr. Spock's Music from Outer Space
- 1968 : Two Sides of Leonard Nimoy
- 1968 : The Way I Feel
- 1969 : The Touch of Leonard Nimoy
- 1970 : The New World of Leonard Nimoy
- 1997 : Spaced Out: The Very Best of Leonard Nimoy and William Shatner (compilation)

## Publications
- Leonard Nimoy, I Am Not Spock (autobiographie), 1975.  (ISBN 9781568496917)
- Leonard Nimoy, I Am Spock (en) (autobiographie), 1995.  (ISBN 9780786861828)

## Dans la culture populaire
- L'astéroïde (4864) Nimoy a été nommé en son honneur.
- Dans l'épisode 7 de la saison 9 de la sitcom The Big Bang Theory, une partie de l'histoire tourne autour de l'interview de Sheldon Cooper par Adam Nimoy, fils de Leonard, qui réalise avec Wil Wheaton un documentaire sur Monsieur Spock et son impact culturel.
- Situé dans le quartier de l'Upper West Side à New York, The Thalia, un ancien cinéma devenu une salle de spectacle appartenant à Symphony Space (en), se nomme depuis 2002 Leonard Nimoy Thalia[2]

## Voix francophones
En France, Leonard Nimoy n'a pas de voix régulière. Jacques Harden le double dans le premier doublage du premier film Star Trek, tandis que c'est Michel Bedetti qui le double dans le second doublage. Robert Party le double dans les second, quatrième, cinquième et sixième volets Star Trek ainsi que dans la série Au-delà du réel : L'Aventure continue. Michel Bardinet le double dans Star Trek 3 : À la recherche de Spock. Marc Cassot le double dans le film Star Trek de 2009 et Star Trek Into Darkness. Dans la série Mission: impossible, il est dans un premier temps doublé par Marc de Georgi, puis par Jean-Pierre Moulin. De Georgi le double également dans Hooker. Il est également doublé par Jean-Claude Balard dans Catlow, Roger Rudel dans Columbo, Denis Savignat dans L'Invasion des profanateurs, Francis Lax dans Marco Polo, Gérard Dessalles dans Au seuil de la psychose et Georges Claisse dans Fringe.[réf. nécessaire]
Au Québec, Régis Dubos le double  dans la série Star Trek, Ronald France dans Star Trek : La série animée  et  Jean Brousseau dans le film Star Trek de 2009.[réf. nécessaire]